# Mariëtte Coppens

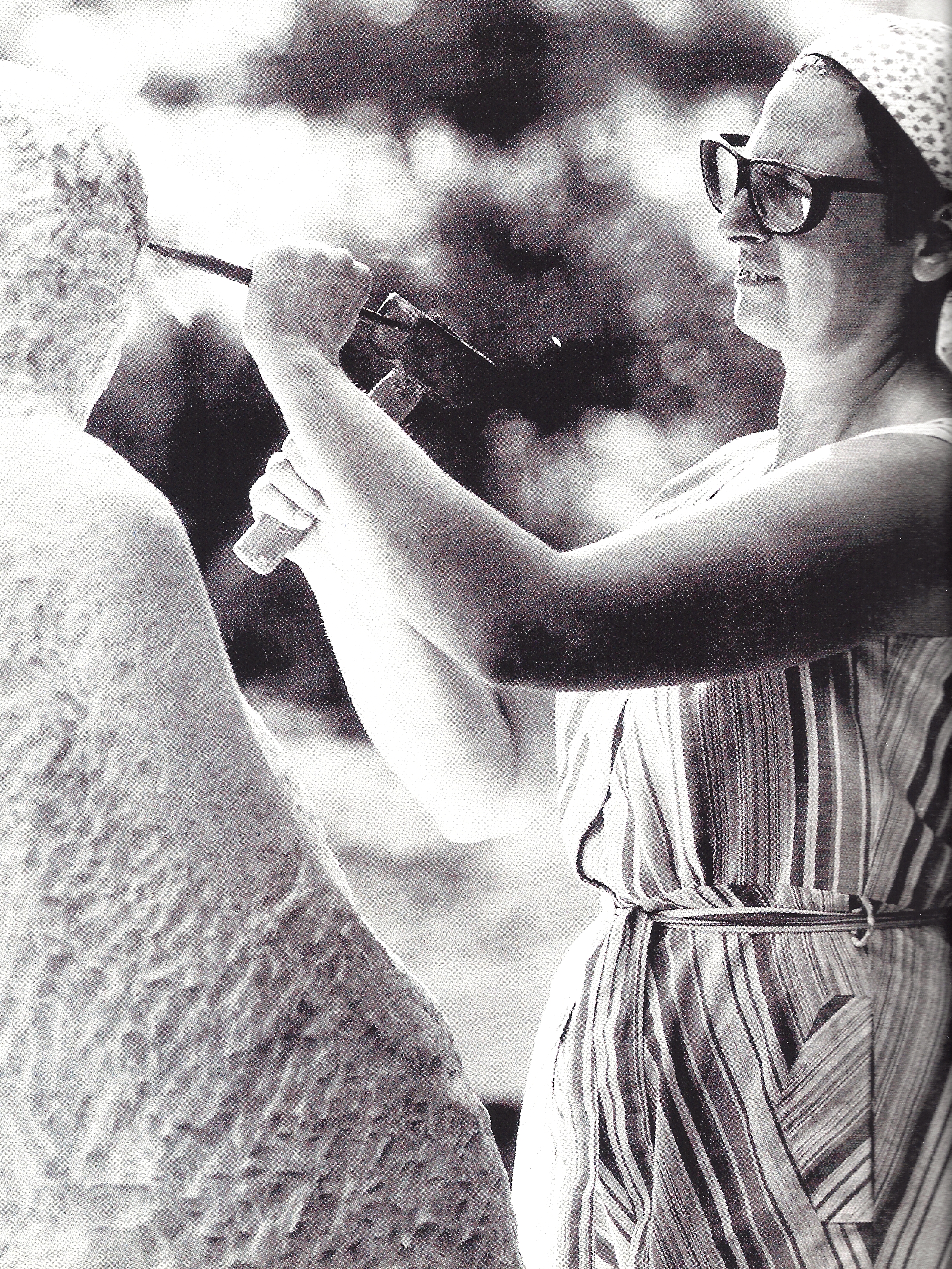
Mariëtte Coppens kapt in carraramarmer het beeld Innigheid, 1975

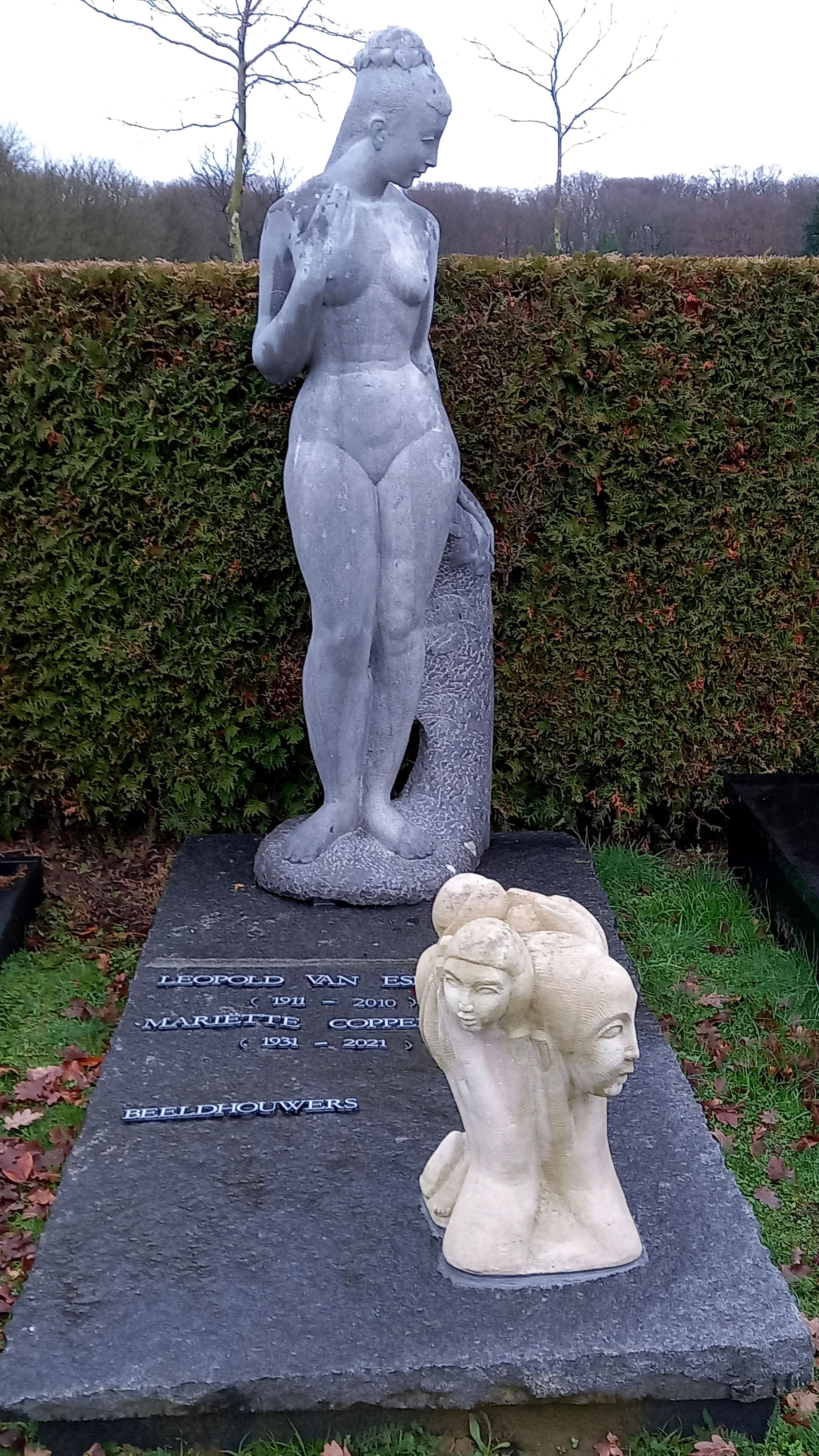
Grafsteen met het Zonnebloemmeisje en Gezin

Mariëtte Coppens (Antwerpen, 13 juni 1931 – Zoersel, 18 juli 2021) was een Belgisch beeldhouwster.
Haar ouders hadden een zaak in kruidenierswaren en scheepsbenodigdheden op Het Eilandje nabij de haven van Antwerpen. Binnenschippers, matrozen en kunstenaars horen bij het dagelijkse cliënteel; Willem Elsschot wordt een vriend. Na de oorlog, in 1948, volgt zij avondlessen aan de Academie voor Schone Kunsten. Overdag helpt zij in de winkel van haar ouders. Aan de academie volgt zij lessen boetseren bij Leopold Van Esbroeck. Het is het begin van een levenslange, wederzijdse bewondering en samenwerking.
Het echtpaar kreeg ook twee dochters, die de naam van hun moeder dragen.
Coppens deed tal van opdrachten voor de stad Antwerpen en het OCMW, Zij maakte het beeld van de heilige Katharina op de Vrijdagmarkt en restaureerde de calvarieberg van de Sint-Pauluskerk. Ook het borstbeeld van Balthasar Moretus in het Museum Plantin-Moretus is van haar hand. Kort voor haar dood werd op de Joodse begraafplaats in Oisterwijk nog haar beeld van Anne Frank ingehuldigd, dat eerder in de tuin van het Achterhuis in Amsterdam stond.
Samen met haar echtgenoot maakte ze onder andere de reus en reuzin van Antwerpen voor de Ommegangstoet die altijd op 15 augustus uitgaat. Samen sculpteerden ze ook de Lindeboom van Zoersel.
Coppens en Van Esbroeck liggen begraven in het ereperk van de kunstenaars in het Schoonselhof in Antwerpen. Op de deksteen staat een werk in arduin van hem, genaamd Het Zonnebloemmeisje (1973), en een werk van haar in vaurion claire, genaamd Gezin (1975).